# إيرنست جونز
ألفريد إرنست جونز (بالإنجليزية: Ernest Jones) (1 يناير 1879 - 11 فبراير 1958) كان طبيب أعصاب ومحللًا نفسيًا من ويلز البريطانية. أصبح صديق وزميل سيغموند فرويد لمدى الحياة منذ لقائهما الأول عام 1908، وكاتب سيرة حياة فرويد الرسمي. كان جونز أول ممارس للتحليل النفسي من المتحدثين بالإنكليزية وأصبح من الأسس الرائدة له في العالم الناطق باللغة الإنكليزية. كرئيس لكل من الرابطة الدولية للتحليل النفسي والجمعية البريطانية للتحليل النفسي في العشرينيات والثلاثينيات من القرن الماضي، مارس جونز تأثيرًا بنيويًا في إنشاء هذه المنظمات ومؤسساتها ومنشوراتها.

## النشأة ومهنته
وُلد إرنست جونز في غويرتون (فوسفيلين سابقًا) في ويلز، وهي قرية صناعية في ضواحي سوانسي، وهو الابن البكر لتوماس وآن جونز. كان والده مهندس مناجم فحم متعلم ذاتيًا وأسس نفسه كرجل أعمال ناجح، وأصبح محاسب وأمين شركة إلبا للأعمال الحديدية في غويرتون. كانت والدته ماري آن (واسم عائلتها السابق هو لويس) من عائلة كارمارثينشاير الناطقة باللغة الويلزية التي انتقلت إلى سوانسي. تلقى جونز تعليمه في مدرسة سوانسي الثانوية، وكلية لاندوفري، وجامعة كارديف في ويلز. درس جونز في كلية لندن الجامعية وفي الوقت نفسه حصل على كل من شهادة عضوية كلية الجراحين الملكية وإجازة من كلية الأطباء الملكية في عام 1900.وفي عام 1901، حصل على شهادة بكالوريوس في الطب والتوليد مع مراتب شرف. وفي غضون خمس سنوات حصل على شهادة الدكتوراه في الطب وعلى عضوية في كلية الأطباء الملكية عام 1903. وكان مسروراً بشكل خاص لاستلام ميدالية الجامعة الذهبية في التوليد من زميله الموقر والويلزي أيضًا السير جون ويليامز.
بعد حصوله على شهاداته الطبية، تخصص جونز في طب الأعصاب وتولى عددًا من الوظائف في مستشفيات لندن. وكان من خلال شراكته مع الجراح ويلفريد تروتر، أن سمع جونز لأول مرة عن عمل فرويد. بعد أن عملا معًا كجراحَين في مستشفى الكلية الجامعية، أصبح جونز وتروتر صديقين حميمين، إذ تولى تروتر دور المرشد لزميله الأصغر وكان صديقه المقرب. كان لديهما اهتمام مشترك واسع النطاق بالفلسفة والأدب، وكذلك اهتمام متزايد بالأدب النفسي القارّي وما يدرسه من أشكال جديدة من العلاج السريري. بحلول عام 1905، كانا يتشاركان في الإقامة فوق غرف الاستشارة في هارلي ستريت مع شقيقة جونز، إليزابيث، التي عملت مدبرةً لمنزلهما. وتزوج تروتر وإليزابيث لاحقًا. مرتاعًا من طرق معالجة المرضى المصابين بأمراض عقلية في المؤسسات، بدأ جونز في تجربة تقنيات التنويم في عمله السريري.
صادف جونز لأول مرة كتابات فرويد مباشرةً في عام 1905، في مجلة ألمانية للطب النفسي والتي نشر فيها فرويد تاريخ حالة «دورا» الشهيرة. وبهذه الطريقة شكّل له «انطباعًا عميقًا بوجود رجل في فيينا يستمع فعليًا بانتباه إلى كل كلمة يقولها له مرضاه... وهذا اختلاف ثوري عن سلوكيات الأطباء السابقين...»
أدت محاولات جونز المبكرة للجمع بين اهتمامه بأفكار فرويد وعمله السريري مع الأطفال إلى آثار سلبية على حياته المهنية. فقد اعتُقل في عام 1906 ووُجهت إليه تهمتان بالاعتداء غير اللائق على فتاتين مراهقتين كان قد قابلهما بصفته مفتشًا في المدارس عن الأطفال «المصابين بعجز عقلي». في جلسة المحكمة أصر جونز على براءته، مدعيًا أن الفتيات يتخيّلن قيامه بأي تصرفات غير لائقة. وخلُص القاضي إلى أنه لن تصدق أي هيئة محلفين شهادة هؤلاء الأطفال وحصل جونز على تبرئته. في عام 1908، وعندما وُظّف كطبيب أمراض في أحد مستشفيات لندن، قبل جونز تحدي أحد زملائه لإثبات وجود ذاكرة جنسية مكبوتة وكامنة وراء الشلل الهستيري لذراع فتاة شابّة. التزم جونز على النحو الواجب، ولكنه قبل إجراء المقابلة، أغفل عن إبلاغ مستشار الفتاة أو ترتيب وضع مرافق معه. وبعد ذلك، واجه شكاوى من والدَي الفتاة بشأن طبيعة المقابلة وأُجبر على الاستقالة من منصبه في المستشفى.

## حياته الشخصية
كانت علاقة جونز الجادة الأولى مع «لوي كان»، وهي مهاجرة هولندية ثرية جاءت تستشيره في عام 1906 بعد أن أصبحت مدمنة على المورفين أثناء خضوعها لعلاج حالة كلويّة خطيرة. استمرت العلاقة بينهما حتى عام 1913. 
وبدأت قصة حب مؤقتة مع ابنة فرويد، آنا، ولكن لم تنج هذه العلاقة من رفض والدها. فقبل زيارتها لبريطانيا في خريف عام 1914، ومرافقة جونز لها في هذه الرحلة، نصحه فرويد:
إنها لا تطلب معاملتها كامرأة، فهي ما تزال بعيدة كل البعد عن الرغبات الجنسية ورافضة للرجال. هناك تفاهم صريح بيني وبينها بأنها يجب ألا تفكر في الزواج أو حتى التمهيد له قبل أن تكبر في العمر سنتَين أو ثلاثة.
في عام 1917، تزوج جونز من الموسيقية الويلزية «مورفيد لوين أوين». وفي العام التالي عندما كانا يقضيان عطلتهما في جنوب ويلز أُصيبت مورفيد بالتهاب الزائدة الدودية الحاد. أجرت عملية جراحية إسعافية في منزل حمويها في سوانسي ولكن الجراح المحلي الذي أدّى العملية جراحية لم يتمكن من إنقاذها من آثار التسمم بالكلوروفورم. دُفنَت في مقبرة أويسترماوث في ضواحي سوانسي حيث نُقشت على قبرها العبارة، التي اختارها جونز من مسرحية «فاوست» للكاتب الألماني غوته: «الذي لا يمكن وصفه، هنا قد حدث».
بعد تعريضه لبعض عمليات التعارف والمطابقة من قبل زملائه الفييناويين، التقى جونز في عام 1919 وتزوج من «كاثرين جوكل»، وهي خريجة اقتصاد يهودية من مورافيا. وكانت في المدرسة في فيينا مع بنات فرويد. حظيا بأربعة أطفال خلال ما ظهر لاحقًا أنه زواج طويل وسعيد، على الرغم من أن كليهما قد كافحا للتغلب على فقدان طفلهما البكر، غوينيث، في سن السابعة، أثناء وباء الأنفلونزا بين الحربين. أصبح ابنهما «ميرفين جونز» كاتبًا.

## مهنة التحليل النفسي
أثناء حضوره مؤتمراً لأطباء الأعصاب في أمستردام في عام 1907، التقى جونز بكارل يونغ الذي أعطاه معلومات مباشرة عن عمل فرويد ودائرته في فيينا. واثقًا في حكمه بشأن أهمية عمل فرويد، انضم جونز إلى يونغ في زيوريخ للتخطيط للمؤتمر الافتتاحي للتحليل النفسي. انعقد هذا المؤتمر في عام 1908 في سالزبورغ، حيث التقى جونز بفرويد لأول مرة. سافر جونز إلى فيينا لإجراء المزيد من المناقشات مع فرويد والتعرف على أعضاء جمعية التحليل النفسي في فيينا. وهكذا بدأت بينهما علاقة شخصية ومهنية، وذات منفعة مُعترف بها لكل منهما، ونجت من العديد من الخلافات والتنافسات التي سادت العقود الأولى من حركة التحليل النفسي، مستمرةً حتى وفاة فرويد في عام 1939.
مع رؤيته آفاق حياته المهنية في بريطانيا تواجه صعوبة بالغة، لجأ جونز إلى كندا عام 1908. تولى مهام التدريس في قسم الطب النفسي في جامعة تورنتو (منذ عام 1911، كأستاذ مشارك في الطب النفسي). بالإضافة إلى بنائه ممارسة خاصة للتحليل النفسي، عمل جونز كأخصائي علم الأمراض في مصحة تورونتو ومديرًا لعيادتها النفسية الخارجية. بعد اجتماعات أخرى مع فرويد في عام 1909 في جامعة كلارك في وورسستر، ماساتشوستس، حيث ألقى فرويد سلسلة من المحاضرات حول التحليل النفسي، وفي هولندا العام التالي، شرع جونز في إقامة علاقات عمل قوية مع حركة التحليل النفسي الأمريكية الناشئة. وأعطى نحو 20 ورقة أو عنوان إلى جمعيات مهنية أمريكية في أماكن تتراوح من بوسطن إلى واشنطن وشيكاغو. في عام 1910 شارك في تأسيس الجمعية الأمريكية للأمراض النفسية وفي العام التالي الجمعية الأمريكية للتحليل النفسي، التي شغل منصب أمينها العام الأول حتى عام 1913.

## روابط خارجية
- إيرنست جونز على موقع الموسوعة البريطانية (الإنجليزية)